# Hertzing
Hertzing là một xã trong vùng Grand Est, thuộc tỉnh Moselle, quận Sarrebourg, tổng Réchicourt-le-Château. Tọa độ địa lý của xã là 48° 41' vĩ độ bắc, 06° 57' kinh độ đông. Hertzing nằm trên độ cao trung bình là 270 mét trên mực nước biển, có điểm thấp nhất là 265 mét và điểm cao nhất là 310 mét. Xã có diện tích 1,54 km², dân số vào thời điểm 2004 là 196 người; mật độ dân số là 130,7 người/km².

## Thông tin nhân khẩu
| 1962 | 1968 | 1975 | 1982 | 1990 | 1999 |
| ---- | ---- | ---- | ---- | ---- | ---- |
| 153  | 160  | 169  | 145  | 146  | 196  |